# Sailor Moon R The Movie - La promessa della rosa
Sailor Moon R The Movie - La promessa della rosa (劇場版美少女戦士セーラームーンR?, Gekijōban Bishōjo Senshi Sērā Mūn R, lett. "La bella guerriera Sailor Moon R - Versione cinematografica") è un film del 1993 diretto da Kunihiko Ikuhara.
È il primo film d'animazione tratto dalla saga di Sailor Moon di Naoko Takeuchi, legato alla serie Sailor Moon R, pur essendo slegata dalla cronologia ufficiale dell'opera. Il sottotitolo La promessa della rosa (in inglese The Promise of Rose) con cui è internazionalmente noto, deriva dall'edizione statunitense.

## Trama
Il film si apre con un flashback: un Mamoru Chiba bambino è ricoverato in ospedale in seguito all’incidente in cui hanno perso la vita i suoi genitori e qui fa amicizia con un piccolo alieno. Al momento di separarsi, Mamoru gli dona una rosa rossa e l’amico gli promette che un giorno tornerà a trovarlo, portandogli in regalo un fiore altrettanto splendido.
Nel presente, Usagi, Mamoru, Ami, Rei, Makoto, Minako e Chibiusa stanno visitando un orto botanico quando un misterioso ragazzo si avvicina al gruppo presentandosi come un vecchio amico di Mamoru. Il ragazzo saluta con calore Mamoru e gli spiega di essere tornato per regalargli un fiore, come gli aveva promesso tempo prima, ma Mamoru non lo riconosce. Il ragazzo, allora, se ne va scomparendo in una pioggia di petali, ma prima assicura Mamoru che riuscirà a fargli ricordare la loro amicizia.
Luna e Artemis scoprono che uno strano asteroide si sta avvicinando alla Terra a grande velocità e che esso emana una sorta di strana energia di origine vegetale. Il giorno dopo, le ragazze scoprono in una zona della città dei passanti completamente privi di sensi: qualcuno ha rubato loro l’energia vitale. Improvvisamente le persone vengono possedute da un’energia negativa e attaccano le ragazze; Rei, grazie ad un ofuda, riesce a salvare la situazione. Ami scopre che l’origine di tutto è uno strano fiore, ma prima che le ragazze possano fare qualcosa, il fiore si anima e attacca Chibiusa; la bimba viene salvata all’ultimo secondo da Usagi, che però sviene, lasciando Rei, Ami, Makoto e Minako a vedersela con il fiore. La pianta si trasforma in demone e attacca le ragazze; le guerriere Sailor rischiano di avere la peggio, ma l’intervento di Sailor Moon – che Chibiusa è riuscita a svegliare con metodi alquanto discutibili – risolve il problema. Sconfitto il demone, compare il misterioso ragazzo incontrato alla serra, che si rivela essere il creatore del demone che ha attaccato la città: si tratta di Fiore, un alieno in grado di controllare le piante. Fiore è stato soggiogato dalla terribile pianta Xenian, che l’ha convinto che le guerriere Sailor vogliono ostacolare la sua amicizia con Mamoru; il risentimento di Fiore va in particolare ad Usagi, in quanto fidanzata di Mamoru. Fiore si sbarazza senza alcuna difficoltà di Sailor Mars, Sailor Mercury, Sailor Jupiter e Sailor Venus, ma al momento di sistemare anche Sailor Moon compare Tuxedo Kamen e Fiore si blocca, riconoscendo in lui Mamoru. Il ragazzo gli parla per calmarlo, ma quando tutto sembra risolto, Fiore, controllato da Xenian, cerca di uccidere Sailor Moon. Tuxedo Kamen le fa scudo per proteggerla, rimanendo gravemente ferito; Fiore decide di portarlo via con sé, lasciando Sailor Moon disperata e in lacrime.
Le guerriere Sailor vengono informate da Luna e Artemis dei poteri di Xenian: si tratta di una pianta malvagia che contamina i cuori delle persone deboli, rendendole schiave della propria volontà e usandole per portare morte e distruzione. Fiore è il suo ospite attuale e Xenian vuole servirsi di lui per distruggere la Terra sfruttando la gelosia dell’alieno nei confronti di Mamoru. Analizzando i resti del demone sconfitto in precedenza, le ragazze scoprono che la base di Fiore e Xenian è l’asteroide e decidono di recarvisi per sconfiggere Xenian e salvare Mamoru.
Sull’asteroide, Fiore racconta a Mamoru – imprigionato in una capsula colma di quella che l’alieno sostiene essere una soluzione medicinale – la propria storia. L’alieno ignora le proprie origini ed ha vagato per lo spazio nella più totale solitudine sin da piccolo. Un giorno, arrivò sulla Terra per caso e qui incontrò Mamoru, che gli salvò la vita. Sia Mamoru che Fiore si sentivano molto soli e strinsero subito amicizia, traendo forza e conforto l’uno dall’altro, ma Fiore dovette lasciare il pianeta perché non c’erano le condizioni di vita adatte a lui; al momento di salutarsi, Mamoru gli regalò la rosa in segno di eterna amicizia e Fiore gli promise che sarebbe tornato a trovarlo per ricambiare il dono. Fiore continuò a girovagare per lo spazio, finché si imbatté in Xenian e si convinse di aver trovato finalmente un bel fiore da portare al suo amico. L’alieno, sotto l’influsso malefico di Xenian, intende disseminare la Terra con i fiori demoniaci, di cui è cosparso l’intero asteroide, allo scopo di sterminare gli esseri umani, a suo dire colpevoli di aver fatto soffrire Mamoru.
Le guerriere Sailor raggiungono l’asteroide e affrontano dapprima i fiori demoniaci sulla sua superficie e poi Fiore stesso; questi prende in ostaggio Sailor Mars, Sailor Mercury, Sailor Jupiter e Sailor Venus. Sailor Moon, piuttosto che metterle in pericolo, preferisce arrendersi; l’affetto di Sailor Moon per le sue amiche turba profondamente Fiore e Xenian è costretta a riversare in lui tutto il suo potere per riuscire a controllarlo. Fiore attacca Sailor Moon, ma viene fermato da Mamoru, riuscito a liberarsi, che lo colpisce con una delle sue rose. Fiore è così sconvolto da lasciar morire tutti i fiori dell’asteroide, ma subito dopo, spinto da Xenian, fa cambiare rotta all’asteroide, che ora andrà a schiantarsi sulla Terra: sentendosi tradito e abbandonato anche da Mamoru, Fiore sente di non avere più nulla da perdere ed è deciso a vendicarsi a costo della sua stessa vita. Sailor Moon decide di usare il Cristallo d’Argento per impedire la catastrofe; Fiore cerca di fermarla afferrando il cristallo, ma Sailor Moon, grazie alla pietra, gli mostra ciò che accadde in passato: il piccolo Mamoru era disperato al pensiero che Fiore stava per andarsene, lasciandolo solo, ma un giorno una bimba passò per la sua stanza e, vedendolo triste, gli regalò una rosa rossa per consolarlo. Quella bambina non era altri che Usagi e la rosa che lei gli donò era la stessa che Mamoru diede poi a Fiore. L’alieno, commosso, comprende la bontà d’animo di Sailor Moon e riesce a liberarsi del controllo di Xenian, ma viene distrutto assieme a lei dal potere del Cristallo d’Argento.
Usagi si trasforma nella principessa Serenity per poter usare il pieno potere del Cristallo d’Argento e fermare l’asteroide, ormai vicinissimo alla Terra; Mamoru e le altre guerriere Sailor tentano di dissuaderla, sapendo che uno sforzo simile potrebbe ucciderla, ma la ragazza li rassicura che andrà tutto bene. Mamoru si trasforma nel principe Endymion per sostenerla e le guerriere Sailor infondono i loro poteri al Cristallo d’Argento; Usagi, grazie all’aiuto delle amiche e di Mamoru, riesce così a deviare l’asteroide, ma il Cristallo d’Argento finisce in mille pezzi e senza di esso Usagi perde la vita. Mamoru e le guerriere Sailor sono disperati, ma lo spirito di Fiore dona a Mamoru un fiore contenente la propria energia, grazie alla quale Mamoru riesce a rigenerare il Cristallo d’Argento e riportare in vita Usagi; mantenuta la sua antica promessa di fare un bel regalo al suo amico, Fiore se ne va, scomparendo nello spazio.
Le guerriere Sailor e Mamoru hanno salvato il pianeta; Sailor Moon sorride alle compagne e a Mamoru e promette che non smetterà mai di proteggere la Terra.

## Personaggi
Fiore (フィオレ?, Fiore)
È un alieno amico di Mamoru, al quale è molto legato. I due divennero molto amici quando Mamoru si trovava in ospedale, subito dopo l'incidente che causò la morte dei suoi genitori. Prima di partire come regalo d'addio, riceve da Mamoru una rosa, dicendo di tornare per regalargli il fiore più bello. Ormai adulto, ritorna e vede Mamoru con Usagi, ingelosendosi della ragazza. Viene posseduto dal fiore malvagio Xenian, ma capendo che la rosa di Mamoru era di Sailor Moon, si ribella, scomparendo.
Xenian (キセニアン?, Kisenian)
Il vero nemico, è una creatura extraterrestre simile nell'aspetto ad un fiore umanoide. È in grado di controllare il cuore delle persone, mettendole al suo servizio.

## Colonna sonora

### Sigle
In Italia, nella edizione Shin Vision, vengono usate le sigle originali. La canzone MOON REVENGE viene usata anche come canzone di sottofondo, eliminata nell'edizione Mediaset.
Sigla di apertura
Moonlight densetsu (ムーンライト伝説? lett. "La leggenda della luce lunare"), di DALI
Sigla di chiusura
MOON REVENGE, di Peach Hips
Sigla di apertura e di chiusura italiana (ed. Mediaset)
Sailor Moon - La luna splende, di Cristina D'Avena

## Adattamento italiano

### Edizione Mediaset
Il film è stato inizialmente trasmesso su Rete 4 subito dopo la serie Sailor Moon e il cristallo del cuore, diviso in tre episodi speciali dal titolo Uno strano ragazzo, La pianta malvagia e Insieme per vincere.
L'adattamento è stato curato dalla Deneb Film di Milano, mantenendo le stesse voci della serie animata, ma presentando diverse censure o "alleggerimenti" dei dialoghi rispetto sia all'edizione originale giapponese che a quella italiana successiva della Shin Vision. Un esempio lo si ha nella scena dove Usagi si chiede chi sia Fiore, apparso in forma umana in una scena precedente, e perché Mamoru non le abbia mai parlato di lui, e riflettendo su come non sappia quasi niente del passato del fidanzato, dove le sue amiche, in particolare Ami, lasciano trapelare l'idea che tra Mamoru e Fiore ci sia stato qualcosa di più di una semplice amicizia, mentre l'adattamento televisivo fa semplicemente riferimento a "dei segreti". Inoltre la canzone MOON REVENGE, usata anche in sottofondo, è stata eliminata.
Il film uscì in VHS per conto della Bim Bum Bam Video nel 1996, e ricevette il titolo Sailor Moon - La luna splende: La pianta malvagia. Il 7 giugno 2010 il lungometraggio è stato ritrasmesso su Hiro con il titolo Sailor Moon R - La promessa della rosa, senza censure video e con la sigla italiana della seconda serie. Il 27, il 28 e il 29 dicembre 2010, e in altre occasioni in seguito, il film è stato mandato in onda su Italia 1 nuovamente scisso in tre parti.
Errori dell'adattamento italiano
- La spilla usata da Usagi per trasformarsi, la Crystal Star, viene chiamata Magico cuore, adattamento del Cosmic Heart Compact, usato nella terza serie. Da notare che tale errore potrebbe derivare dal fatto che il film fu adattato e doppiato al tempo della terza serie, difatti i mostri al servizio di Fiore sono chiamati dalle Guerriere Sailor Demoni, come i mostri della terza serie.
- Quando Usagi tenta di fermare l'asteroide, Sailor Venus dice "Aiutiamo la Regina Serenity!", sebbene Sailor Moon si sia trasformata nella Principessa Serenity.

### Edizione Shin Vision
L'edizione home video in DVD è stata pubblicata nel 2003 con il titolo Pretty Soldier Sailor Moon R - The Movie, curata dalla CVD di Roma per la Shin Vision con un cast di doppiatori differente. L'adattamento segue l'originale, lasciando invariata la trama, i nomi dei personaggi (eccezione fatta il nome Tuxedo Kamen, tradotto in Smoking Mascherato) e la colonna sonora in lingua giapponese. A causa di problemi di copyright dovuto al blocco dei diritti internazionali, è stato ritirato dal mercato poco dopo.

## Distribuzione
Il film è stato ridistribuito in DVD dalla Dynit con il titolo Sailor Moon R The Movie - La promessa della rosa; quest'edizione contiene la traccia audio italiana Mediaset e giapponese con l'aggiunta di sottotitoli fedeli all'originale. L'uscita era inizialmente prevista per il 21 settembre 2011, insieme a quello del secondo film e al box della seconda stagione. La data è stata in seguito spostata al 23 novembre 2011, a causa di ritardi nella consegna dei materiali.
All'inizio del film è presente un corto di pochi minuti, Guerriere Sailor unite per la libertà, trasmesso in Italia da Mediaset durante la quarta serie e poi pubblicato anche nel DVD edito da Shin Vision con il titolo Make up! Guerriere Sailor.
Il film è stato inizialmente trasmesso in Italia sulle reti Mediaset in tre episodi speciali, per poi essere distribuito in VHS edite da Bim Bum Bam Video. Nel 2003 è stato nuovamente edito dalla Shin Vision e distribuito in DVD. Il lungometraggio con l'adattamento Mediaset è stato riproposto sul canale Hiro ed in seguito su Italia 1. Ogni distribuzione riporta un titolo differente.
Negli Stati Uniti il 13 gennaio 2017 la pellicola è stata nuovamente proposta nei cinema americani, stavolta con doppiaggio integrale sulla scia dello stesso adattamento riservato alla serie regolare pubblicata in Blu-ray da Viz Media.